# Kurdler (Jabrayil)
Pour les articles homonymes, voir Kurdler.
Kurdler est un village de la région de Jabrayil en Azerbaïdjan.

## Histoire
En 1993-2020, Kurdler était sous le contrôle des forces armées arméniennes. En 2020, au cours de la deuxième guerre du Haut-Karabagh, la région de Jabrayil, y compris le village de Kurdler est passé sous le contrôle des forces azerbaïdjanaises.

## Économie
La principale occupation de la population est l'élevage.